# Churchill, Victoria
Churchill är en stad i delstaten Victoria i Australien med invånarantal på 4 587. Churchill ligger 160 km ifrån Australiens huvudstad Melbourne. Stadens namn är i hedrande syfte till den förre brittiska ledaren Sir Winston Churchill.
Staden drabbade hårt under skogsbränderna i Australien 2009.